# Subbuteo

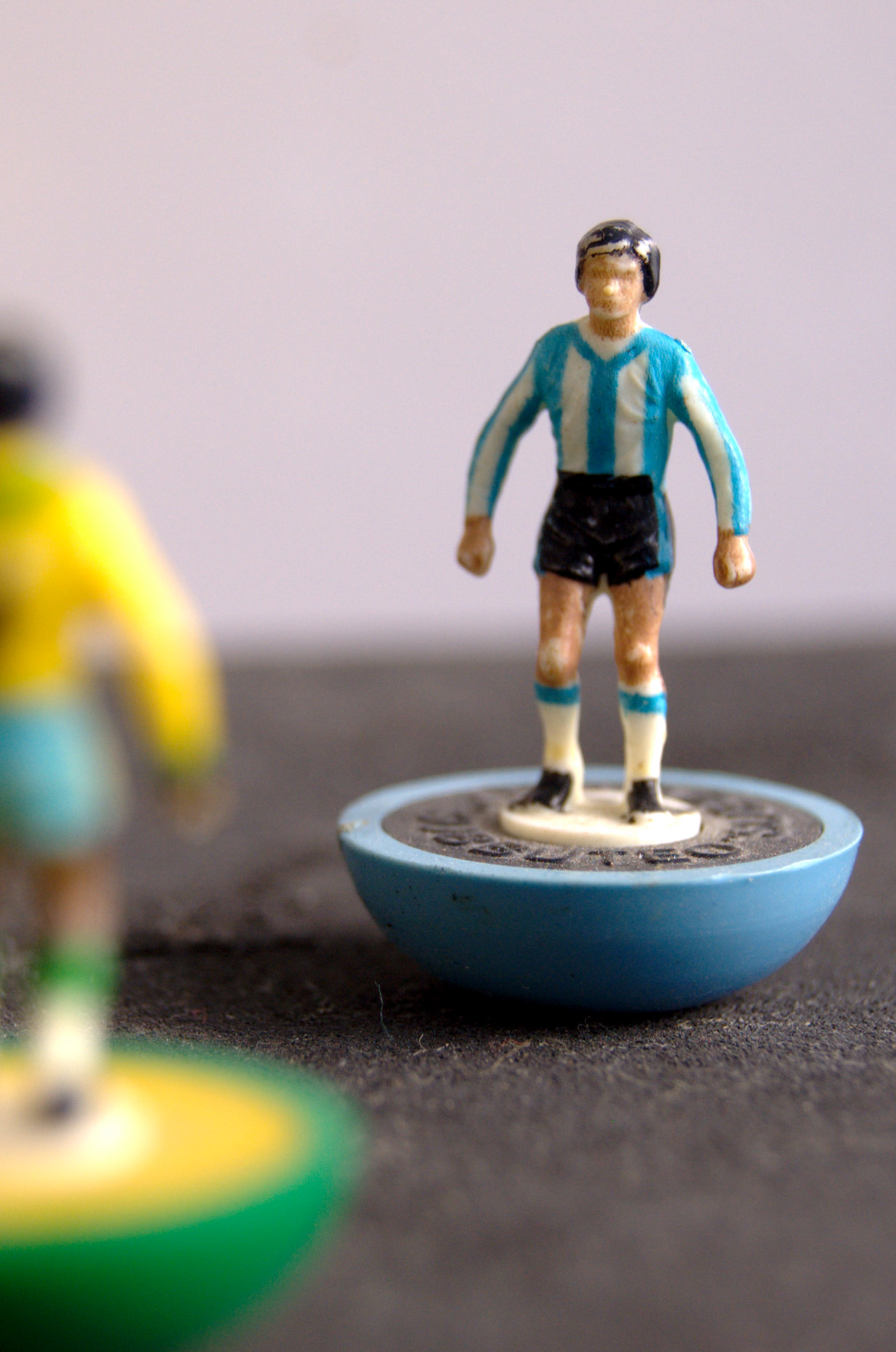

O Subbuteo é um jogo de futebol de mesa para dois jogadores, que se joga com figuras antropomórficas a uma escala reduzida e reunidos em equipas, cada uma formada por dez jogadores de campo (uma figura de plástico representando um jogador inserido numa base tipo calote esférica) e um goleiro (uma figura de plástico representando um goleiro preso a uma barra plástica/metálica com cerca de 10 centímetros de comprimento) num campo de tecido verde com gols fixos.

## O jogo

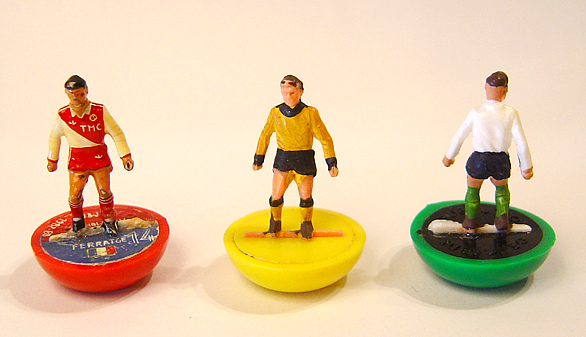

O Subbuteo é uma simulação física do esporte, envolvendo destreza e habilidade em passar rapidamente a tocar peças, que estão em bases ponderada, através da esteira de mesa em direção à bola, que é superdimensionada e está quase tão elevado quanto os jogadores. 
O que torna o jogo diferente da maioria dos esportes similares, são as outras centenas de kits de equipe e acessórios. Enquanto a maioria dos jogos apresentam apenas duas equipes (geralmente "vermelho e azul" ou "branco e preto"), o subbuteo tem vários projetos ou todas as equipes dom mundo real. Enquanto algumas cores da equipe, naturalmente, poderia ser usado para representar equipas diferentes, o que poderia ser usado como muitas equipes, incluindo Manchester United e Nottingham Forest , existem muitos kits exclusivos, como Sampdoria ou União Soviética, e até mesmo os modelos sem pintura . Há também muitos acessórios, como bolas e novos objetivos, valores especiais para os pontapés livres e arremessos laterais, stands e multidão, streakers e policiais, holofotes e câmeras de TV. 